# Ястржембский, Сергей Владимирович
Серге́й Влади́мирович Ястрже́мбский (род. 4 декабря 1953, Москва, СССР) — российский государственный деятель, дипломат. В прошлом — помощник президента Российской Федерации В. В. Путина; помощник и пресс-секретарь президента России Б. Н. Ельцина. Кандидат исторических наук. Чрезвычайный и полномочный посол (1994).
После отставки со всех государственных должностей, произошедшей в мае 2008 года, получил известность как охотник, добывший в Африке престижные трофеи крупных животных, член Международного сафари-клуба, режиссёр-кинодокументалист. Киноакадемик Российской и Европейской киноакадемий.

## Детство, предки и происхождение
Сергей Ястржембский родился в 1953 году в Москве, в семье советского полковника, руководителя военного представительства (военной приёмки) объединения «МиГ», и лектора Центрального музея В. И. Ленина, к дипломатии его родители отношения не имели. В детстве увлекался изучением иностранных языков, гуманитарными предметами, прежде всего географией и историей, много времени проводил на даче на реке Истре. В школьные годы был комсомольцем, активистом, выступал с политинформациями перед одноклассниками. Рассказанный отличником Ястржембским в начале 1964 года в классе анекдот про Хрущёва явился причиной школьной неприятности и назидательной беседы с родителями. С мировыми СМИ, по собственному признанию, Сергей впервые познакомился в подростковом возрасте, неожиданно войдя в комнату отца, который в тайне от домочадцев слушал западные радиоголоса.
По линии отца Ястржембский происходит из шляхетского рода, жившего в Брестском воеводстве Великого княжества Литовского. Во времена Российской империи род был признан в российском дворянстве по Гродненской губернии, с внесением в 6 часть дворянской родословной книги. Род пользуется гербом «Слеповрон». На русский язык фамилию можно перевести c польского как «Ястребский» (пол. jastrząb — «ястреб»).

## Биография и государственная деятельность

### Образование
Окончил Московский государственный институт международных отношений МИД СССР в 1976 году. Одним из его однокурсников был Алишер Усманов. В институтские годы Ястржембский получил доступ в спецхран библиотеки МГИМО, стал регулярно выезжать за границу по линии Комитета молодёжных организаций — структуры, плотно опекавшейся КГБ СССР. Из этих поездок Сергей привозил домой разнообразную политическую литературу, в том числе книги диссидента Андрея Амальрика. Позже Ястржембский окончил аспирантуру Института международного рабочего движения Академии наук СССР в 1979 году.

### На дипломатической и государственной работе
С 1979 по 1981 год работал младшим научным сотрудником Академии общественных наук при ЦК КПСС.
В 1981—1989 годах — старший референт, редактор-консультант, заместитель ответственного секретаря журнала «Проблемы мира и социализма» (Прага, Чехословакия).
В 1989—1990 годах — старший референт международного отдела ЦК КПСС.
В 1990—1992 годах — заместитель главного редактора журнала «Мегаполис», главный редактор журнала «VIP», заместитель генерального директора Фонда социально-политических исследований.
В 1992—1996 годах — на дипломатической работе: директор Департамента информации и печати МИД России; в этот период 2-3 раза в неделю вёл пресс-конференции и брифинги с иностранными журналистами.
С 3 июня 1993 по 13 августа 1996 года — чрезвычайный и полномочный посол Российской Федерации в Словацкой Республике.
С 13 августа 1996 по 28 марта 1997 года — пресс-секретарь президента Российской Федерации Бориса Ельцина. Эту должность занял по предложению главы президентской администрации Анатолия Чубайса. Давая согласие, Ястржембский поставил Ельцину условие, что между главой государства и его пресс-секретарём не должно быть никаких посредников, и никто не вправе диктовать пресс-секретарю, что надо публично озвучить, кроме самого президента. Это условие Ельцин соблюдал все два года работы у него Ястржембского.

Президент Российской Федерации Б. Н. Ельцин:
Я представил Гельмуту Колю Сергея Ястржембского, своего нового пресс-секретаря. Он посмотрел на него ровно секунду и улыбнулся: «Понятно, Борис, ты взял дипломата, который будет хорошо обманывать журналистов». Я потом часто вспоминал эту его вроде как случайную шутку… Сергею
Владимировичу и впрямь приходилось иногда очень нелегко на его службе.
С 28 марта 1997 по 12 сентября 1998 года — заместитель руководителя Администрации президента Российской Федерации — пресс-секретарь президента Российской Федерации. В сентябре 1998 года, после того как Госдума вторично не утвердила на пост председателя правительства РФ Черномырдина, Ястржембский в числе нескольких единомышленников обратился с письмом к президенту Ельцину рассмотреть ещё ряд кандидатур, среди которых, в частности, были Примаков (которого в итоге и выбрал Ельцин), Вяхирев, Лужков. Присутствие в списке кандидатов Лужкова вызвало раздражение главы кремлёвской администрации и зятя Ельцина Юмашева, который расценил письмо как лоббирование интересов мэра Москвы. Вследствие чего все авторы альтернативного списка, в том числе и Ястржембский, вскоре лишились своих постов в окружении Ельцина. После отставки Сергей отправился на охоту в Африку, где и познакомился со своей будущей женой Анастасией.
Лужков оценил поступок Ястржембского, и по возвращении из отпуска Сергей получил высокий пост в правительстве Москвы. В 1998—2000 годах — заместитель премьера Правительства Москвы.
С 20 января 2000 года — помощник президента Российской Федерации Владимира Путина. Ястржембский создал и руководил управлением по чрезвычайным информационным ситуациям (освещало, в частности, катастрофу подводной лодки «Курск», террористический акт на Дубровке). С 2000 по 2004 года озвучивал официальную позицию Российской Федерации по контртеррористической операции в Чечне. В 2001 году Ястржембский был с визитом в США, где вёл переговоры с советником президента США по национальной безопасности Кондолизой Райс о создании российско-американского информационного центра по борьбе с международным терроризмом, однако не встретил поддержки американской стороны.
С 30 марта 2004 по 13 мая 2008 года — помощник президента Российской Федерации Путина, специальный представитель президента Российской Федерации по вопросам развития отношений с Европейским союзом. В мае 2008 года вступал в должность новый президент Дмитрий Медведев, в команде которого Ястржембский себя не видел и от его предложений отказался. Этот переходный момент Сергей Владимирович счёл оптимальным для завершения карьеры. Ко дню принятия решения об уходе в отставку для Ястржембского представляла профессиональный интерес лишь одна дипломатическая должность — постоянного представителя России при ООН, однако её занимал его друг Виталий Чуркин, и Ястржембский даже не стал поднимать вопрос об этом назначении перед Путиным.
Ястржембский владеет английским, французским, словацким, португальским, итальянским языками.
Член ВЛКСМ с 1966 по 1981 год. Член КПСС до 1991 года.

### Профессиональное мастерство и стиль
В период работы в Словакии (1993—1996) Ястржембский был самым молодым послом Российской Федерации. Возглавляемое им посольство в Братиславе (первое в истории посольство РФ в Словакии) не было похоже на стандартное российское загранучреждение. По воспоминаниям Леонида Млечина, неоднократно посещавшего посольство, под началом Ястржембского работало много дипломатов моложе 30 лет. Само посольство благодаря усилиям, обаянию и гостеприимству Ястржембского превратилось в неформальный клуб, где собиралась дипломатическая и политическая элита Братиславы, «сливки общества» — выигрывая в этом плане у до того традиционно доминировавшего посольства США. Сам Ястржембский вёл себя нехарактерно для типичного посла Москвы: не проявлял «снобизм и фанаберию», пренебрегал чинопочитанием, не вызывал к себе подчинённых, а сам наведывался во все кабинеты. Посольство Ястржембского упоминалось в прессе как «молодое и динамичное», а сам посол, по отзывам, был не лишён элементов здорового эпатажа.
В 1996 году Ястржембский пошёл на повышение в администрацию президента РФ, где стал помощником и пресс-секретарём президента Б. Н. Ельцина, а затем помощником президента В. В. Путина. Формула, которую выработал для себя Ястржембский в работе с мировой прессой, звучала так: «Лучше информировать, чем объяснять. Лучше объяснять, чем оправдываться. Кто оправдывается — тот проиграл». Ястржембский признавал, что в своей деятельности сообщал общественности не всю правду, «часто недоговаривал, часто лукавил», использовал эвфемизмы, фигуры речи и условные формулы; однако избегал откровенной лжи — ибо пресс-секретарь, совравший мировой прессе, перестаёт для неё существовать как авторитетный источник информации и остаётся лишь должностным лицом. Важным в своей профессии пресс-секретаря Ястржембский считал не только знать настроение и позицию шефа, но и самому разбираться в тонкостях текущего политического момента.
Уход находившегося в расцвете сил 54-летнего Ястржембского по собственному желанию весной 2008 года со всех постов госслужбы был связан с эффектом дауншифтинга, когда преуспевающий высокий государственный чиновник, пресытившись всеми благами удавшейся карьеры, решил пожить для своего удовольствия и реализации необычного хобби — экстремальной охоты в Африке и её отражения в документальном кинематографе.
В апреле 2017 года Ястржембский упоминал о том, что Путин был недоволен и сердит, принимая его неожиданную отставку, с тех пор Ястржембский и Путин более не встречались. Характеризуя период после своей отставки, Ястржембский оценил его как отсутствие реальной, полноценной политической жизни в России. Вместе с тем 63-летний Ястржембский, следуя принципу «никогда не говори никогда», не отверг предположение своего интервьюера Владимира Познера о возможности при определённых обстоятельствах вернуться в большую политику, — в том случае если речь зайдёт о постах министра иностранных дел РФ либо постпреда России при ООН.

## Творческая деятельность
В 2009 году Ястржембский основал студию документальных фильмов «Ястребфильм». Первым проектом студии стал цикл фильмов об Африке «Вне времени», рассказывающий об исчезающих народах Черного континента. Спустя три года география съемок стала расширяться. К африканскому направлению добавилась Сибирь, Юго-Восточная Азия, Океания и Латинская Америка.
На сегодняшний день коллекция студии «Ястребфильм» насчитывает 68 документальных фильмов.
Права на документальные фильмы Ястржембского были приобретены разными телекомпаниями мира, среди которых ВГТРК (Россия), Государственное телевидение Словакии, RAI UNO (Италия), Первый ТВЧ (Россия), Russia Today, Стрим (Россия).
Цикл «Охота с Сергеем Ястржембским» был показан в эфире телеканалов «Охота и рыбалка» и «Дикий».
В 2011 году — ведущий программы «Магия приключений» на телеканалах «Россия-2» и «Моя планета».
В 2014 году получил кинопремию «Золотой орёл» в номинации лучший неигровой фильм за фильм «Африка: Кровь и красота».
В 2016 году Ястржембский представил свой новый фильм «Кровавые бивни» (англ. Ivory. A Crime Story), исследующий причины и следствия небывалого спроса на слоновую кость. В мае 2016 года фильм победил на VII Нью-Йоркском кинофестивале (англ. NYCIFF) в номинации «Лучший документальный фильм». В июне 2016 года состоялась российская премьера фильма на 38 Московском Международном кинофестивале.
25 сентября 2016 фильм «Африка: кровь и красота» был признан «Лучшим документальным фильмом» на Международном кинофестивале «Views of the World» в Монреале. Сергей был также удостоен премии «Лучший режиссер» и получил «Специальный приз жюри за гуманизм в киноискусстве» за свой последний фильм «Кровавые бивни», который стал фильмом закрытия кинофестиваля.
26-27 сентября 2017 года в 8 крупнейших городах Италии была показана итальянская версия фильма «Кровавые бивни». Дистрибьютером фильма стала известная компания Koch Media. Телевизионная премьера в России состоялась 15 декабря 2017 года на телеканале «Моя планета».
В ноябре 2016 года документальный фильм-расследование Ястржембского «Кровавые бивни» вошел в лонг-лист 89-й премии Американской киноакадемии кинематографических искусств и наук «Оскар» в номинации «Лучший документальный фильм», но не прошел дальше, уступив место в шорт-листе фильму на ту же тему под названием «Игра цвета слоновой кости», продюсером которого выступил Леонардо Ди Каприо.
В январе 2017 года фильм-расследование «Кровавые бивни» был признан лучшей неигровой картиной года на 15-й церемонии вручения ежегодной премии Национальной академии кинематографических искусств и наук России за заслуги в области российского кинематографа и телевидения «Золотой орел».
В конце 2016 года совместно с Центром «Амурский тигр» студия выпустила новое документальное расследование «Тигры и люди» о главных угрозах выживанию амурского тигра на Дальнем Востоке. Премьера фильма состоялась на ММКФ в июне 2017 года.
В октябре 2017 года фильм «Тигры и люди» стал одним из победителей 7-го Международного кинофестиваля по защите окружающей среды (англ. Wildlife Conservation Film Festival) в Нью-Йорке. 27 апреля 2018 года на торжественном закрытии 15 Международного фестиваля морских и приключенческих фильмов «Море зовет!» фильм «Тигры и люди» и автор фильма Ястржембский были отмечены жюри фестиваля в номинации «Лучший фильм в защиту природы».
Всего в портфолио студии «Ястребфильм» насчитывается более 20 наград отечественных и международных кинофестивалей.
В настоящий момент студия работает над фильмом «Надежды выстрел» о значении трофейной охоты и дичеразведения для сохранения дикой природы и ее разнообразия.
В 50 лет Ястржембский профессионально занялся фотографией при поддержке известного фотографа Льва Мелехова. Принимал участие в более чем 50 коллективных и персональных выставках. Работы Ястржембского выставлялись в Третьяковской галерее, Государственном музее А. С. Пушкина, в Национальном музее Словакии, Музее Андерсена (Рим), Фонде Аллинари (Флоренция), Московском доме фотографии, Фонде «Екатерина», Малом и Большом Манеже (Москва), в галереях Парижа, Венеции, Флоренции, Милана, Брюсселя, Лиссабона и Пекина. Многие работы автора были приобретены российскими, зарубежными музеями, а также коллекционерами. Выпустил 10 персональных фотоальбомов в России и Италии.
В 2018 году стал сооснователем фонда содействия сохранению дикой природы Notivory.

## Личная жизнь
Женат третьим браком.
Первая жена Татьяна (в девичестве Бичель) — филолог, генеральный директор центра современной медицины «Медикор», сотрудник Благотворительного фонда «Система», основанного Владимиром Евтушенковым. От первого брака у Ястржембского два сына — Владимир и Станислав, оба выпускники МГИМО. Владимир — дипломат, сотрудник Посольства РФ во Франции; женат, имеет двоих детей. Станислав — предприниматель; женат.
Вторая жена — Анастасия Сировская (род. 1971). От второго брака у Ястржембского двое детей: Анисья (род. 2008) и Милан (род. 2010).
Нынешняя супруга — Наталья Ястржембская (Галейс), родилась в 1980 году в Подмосковье; окончила Российский государственный гуманитарный университет (РГГУ) по специальности «Психология»; практикующий трансперсональный психолог; публицист. Познакомились в Москве. Поженились в 2022 году в Риме, проживают в Тоскане.

## Награды

### Государственные
- Медаль «В память 850-летия Москвы»
- Орден Двойного белого креста II степени (Словакия, 2 сентября 1996)[28].
- Благодарность Президента Российской Федерации (11 марта 1997) — за активное участие в подготовке Послания Президента Российской Федерации Федеральному Собранию 1997 года[29].
- Благодарность Президента Российской Федерации (30 марта 1998) — за активное участие в подготовке Послания Президента Российской Федерации Федеральному Собранию 1998 года[30].
- Благодарность Президента Российской Федерации (4 июля 2003) — за активное участие в подготовке и проведении референдума в Чеченской Республике[31].
- Благодарность Президента Российской Федерации (4 декабря 2003) — за многолетнюю добросовестную работу[32].
- Медаль «В память 1000-летия Казани» (2006 год)[33]
- Орден «За заслуги перед Отечеством» IV степени (29 марта 2006) — за заслуги в реализации внешнеполитического курса Российской Федерации и большой вклад в развитие отношений между Российской Федерацией и Европейским союзом[34].
- Орден Почётного легиона (Франция, 2007)
- Командор ордена «За заслуги перед Итальянской Республикой» (2 июня 2011)[35].

### Конфессиональные
- Орден святого благоверного князя Даниила Московского (РПЦ)

### Творческие
- Премия «Золотой орёл» (2014) — за лучший неигровой фильм (фильм «Африка: Кровь и красота»)
- Премия «Золотой орёл» (2017) — за лучший неигровой фильм (фильм «Кровавые бивни»)

## Дипломатический ранг
- Чрезвычайный и полномочный посланник 2 класса (12 августа 1992)[36]
- Чрезвычайный и полномочный посол (20 июня 1994)[37]

## Классный чин
- Действительный государственный советник Российской Федерации 1 класса (10 марта 1997)[38]

## Известные фразы
- Я в режиме «если» не работаю[3].
- Президент устал — по поводу заявления Президента России Б. Н. Ельцина в Стокгольме о «снятии ядерных боеголовок с российских ракет»[3].
- Президент работает с документами.
- Уже последовали неопровержимые опровержения.

Главными качествами мужчины Сергей называл порядочность и верность данному слову, а главным качеством женщины — интуицию. К своим главным жизненным достижениям Ястржембский причислил сыновей, семью и самореализацию.

## Хобби и резонанс
Трофейная охота. Ястржембский является членом Международного сафари-клуба (англ. Safari Club International) и одним из самых активных трофейных охотников России.
По данным ООО «ОК-САФАРИ», Ястржембский добыл около 50 крупных животных, зарегистрированных в Книге рекордов Международного сафари-клуба.
В октябре 2019 года «Новые известия» и «Эхо Петербурга» опубликовали фотографию Ястржембского, позирующего на фоне убитого им белого медведя, — животного, занесённого в Красную книгу РФ и в Международную Красную книгу. Данное фото вызвало критическую реакцию в СМИ, отмечалось, что Ястржембский известен своими трофеями редких зверей, находящихся на грани вымирания — что контрастирует с официальной позицией России о защите краснокнижных животных
«Новая газета» (ежемесячное обозрение за февраль 2006 год) перечисляет следующие трофеи Ястржембского:
С. Ястржембский входит в список лиц, награждённых за добычу «Большой африканской пятёрки». Он также получил от клуба звание «Охотник 2002 года» за то, что в этот период «ему удалось добыть 28 трофеев».
Та же газета цитирует Ястржембского:
«Одна из лучших охот у меня была на Камчатке, где провёл неделю в палатке, охотясь на медведя…».
В интервью Первому каналу Ястржембский в 2017 году критиковал неэффективную систему легальной охоты в России. Вследствие чего охотиться по лицензиям в страну в год приезжают в среднем 540 иностранцев — в то время как в ЮАР около 10 тысяч. В США налоговые поступления от охоты составляют 12 млрд долларов ежегодно, обозначил цели Ястржембский. Легальная же охота в РФ приносит госбюджету только 16 млрд рублей ежегодного дохода, браконьерская — 18 млрд рублей убытка.
Ястржембский является болельщиком футбольного клуба ЦСКА.

## Фильмы
- Война (2002)
- Вне времени (сериал, 2009)
- Священный огонь Химба (2010)
- Африка: Кровь и красота (2012)
- Одержимые вуду (2012)
- Заклинатели смерти (2012)
- Дед Степан, Мартьян и Мамелфа, или Русские староверы в Боливии (2013)
- Волкодав (2014)
- Люди-олени (2014)
- Кровавые бивни (2016)
- Тигры и люди (2016)
- Надежды выстрел (2021)